# Wereldkampioenschappen schoonspringen 2017 – tienmetertoren synchroon mannen
Het synchroonspringen vanaf de tienmetertoren voor mannen tijdens de wereldkampioenschappen schoonspringen 2017 vond plaats op 17 juli 2017 in de Danube Arena in Boedapest.

## Uitslag
Finalisten zijn de eerste 12 genoemde deelnemers, aangegeven met groen.
| Rang   | Land                | Namen                                | Voorronde | Voorronde | Finale        | Finale        |
| Rang   | Land                | Namen                                | Punten    | Rang      | Punten        | Rang          |
| ------ | ------------------- | ------------------------------------ | --------- | --------- | ------------- | ------------- |
| Goud   | China               | Chen Aisen Yang Hao                  | 466.44    | 1         | 498.48        | 1             |
| Zilver | Rusland             | Aleksandr Bondar Viktor Minibaev     | 415.02    | 4         | 458.85        | 2             |
| Brons  | Duitsland           | Patrick Hausding Sascha Klein        | 412.92    | 5         | 440.82        | 3             |
| 4      | Verenigd Koninkrijk | Tom Daley Daniel Goodfellow          | 433.14    | 2         | 418.02        | 4             |
| 5      | Oekraïne            | Maksym Dolgov Oleksandr Gorsjkovozov | 419.01    | 3         | 416.31        | 5             |
| 6      | Verenigde Staten    | Steele Johnson Brandon Loschiavo     | 406.53    | 8         | 406.83        | 6             |
| 7      | Zuid-Korea          | Kim Yeong-nam Woo Ha-ram             | 378.36    | 10        | 391.17        | 7             |
| 8      | Australië           | Domonic Bedggood Declan Stacey       | 388.20    | 9         | 387.30        | 8             |
| 9      | Armenië             | Vladimir Harutyunyan Lev Sargsyan    | 368.40    | 11        | 385.20        | 9             |
| 10     | Mexico              | José Balleza Kevin Berlin            | 411.72    | 6         | 378.48        | 10            |
| 11     | Noord-Korea         | Hyon Il-myong Ri Hyon-ju             | 409.95    | 7         | 372.24        | 11            |
| 12     | Wit-Rusland         | Artsjom Baroeski Vadim Kaptoer       | 361.83    | 12        | 362.04        | 12            |
| 13     | Colombia            | Kevin García Víctor Ortega           | 333.96    | 13        | Uitgeschakeld | Uitgeschakeld |